# Agrostis coerulescens
Agrostis coerulescens é uma espécie de gramínea do gênero Agrostis, pertencente à família Poaceae.